# Powiat Eisenstadt-Umgebung
Powiat Eisenstadt-Umgebung (niem. Bezirk Eisenstadt-Umgebung) – powiat w Austrii, w kraju związkowym Burgenland, przy granicy austriacko-węgierskiej. Siedziba powiatu znajduje się w mieście statularnym Eisenstadt, które do powiatu nie należy.

## Geografia
W powiecie znajduje się częściowo część Jeziora Nezyderskiego oraz okalające je bagna. Północna granica przebiega w Górach Litawskich, gdzie panują dogodne warunki uprawy winorośli.
Największymi rzekami powiatu są Litawa i Wulka.
Powiat graniczy: na północy z powiatem Bruck na der Leitha, na północnym zachodzie z powiatem Baden, na zachodzie z powiatem Wiener Neustadt-Land, na południowym zachodzie z powiatem Mattersburg, na południowym wschodzie z miastem Rust i węgierskim komitatem Győr-Moson-Sopron, na zachodzie z powiatem Neusiedl am See.

## Podział administracyjny
Powiat podzielony jest na 23 gminy, w tym dwie gminy miejskie (Stadt), dziesięć gmin targowych (Marktgemeinde) oraz jedenaście gmin wiejskich (Gemeinde).
| Miasta 1. Neufeld an der Leitha (3642) 2. Purbach am Neusiedler See (2984) Gminy targowe 1. Breitenbrunn am Neusiedler See (1932) 2. Donnerskirchen (1844) 3. Großhöflein (2091) 4. Hornstein (3270) 5. Loretto (516) 6. Oggau am Neusiedler See (1710) 7. Sankt Margarethen im Burgenland (2734) 8. Siegendorf (3248) 9. Steinbrunn (3069) 10. Wulkaprodersdorf (1952) | Gminy 1. Klingenbach (1280) 2. Leithaprodersdorf (1217) 3. Mörbisch am See (2218) 4. Müllendorf (1469) 5. Oslip (1312) 6. Schützen am Gebirge (1442) 7. Stotzing (832) 8. Trausdorf an der Wulka (2139) 9. Wimpassing an der Leitha (1734) 10. Zagersdorf (1147) 11. Zillingtal (1005) |

(liczba mieszkańców 1 stycznia 2023)

## Transport
Transport centralizuje się przy siedzibie kraju związkowego, przez powiat przebiega Autostrada A3 (autostrada południowo-wschodnia), droga ekspresowa S31 (Burgenland Schnellstraße), drogi krajowe B15 (Mannersdorfer Straße), B16 (Ödenburger Straße), B50 (Burgenland Straße), B52 (Ruster Straße) i B59 (Eisenstädter Straße).